# 오하라역 (지바현)
오하라역(일본어: 大原駅, おおはらえき)은 일본 지바현 이스미시에 있는, 동일본 여객철도·이스미 철도의 철도역이다. 동일본 여객철도 소토보 선과 이스미 철도 이스미 선을 이용할 수 있다. 이스미 선은 원래 동일본 여객철도 기하라 선이었기 때문에 하나의 역사를 쓰고 있었지만, 1988년에 새로 설립된 이스미 철도가 인수했기 때문에 지금은 별도의 역사를 쓰게 되었다.
이스미시 오하라 지구 (구 이스미 군 오하라 정)의 중심역이다. 소토보 선에서는 특급 《와카시오》가 정차한다.

## 동일본 여객철도
지상역이다. 승강장은 단식 1면 1선과 섬식 1면 2선으로 되어 있다. 3번 승강장 옆으로 4개의 유치선이 있으며, 보선 시설을 운영하고 있다. 양쪽 승강장은 과선교로 이어져 있다.
가쓰우라역이 관리하는 직영역으로, 오전 6시 30분부터 오후 8시까지 초록 창구를 영업하고 있다. 자동 개찰기에서는 스이카 및 제휴 교통카드의 사용이 가능하다.

### 승강장
| 1 | ■ 소토보 선 (상행) | 가즈사이치노미야 · 모바라 · 소가 · 지바 · 도쿄 방면 |
| 1 | ■ 소토보 선 (하행) | 가쓰우라 · 아와카모가와 방면                        |
| 2 | ■ 소토보 선        | 가즈사이치노미야 · 모바라 · 소가 · 지바 · 도쿄 방면 |
| 3 | ■ 소토보 선        | 가쓰우라 · 아와카모가와 방면                        |

## 이스미 철도
지상역으로, 승강장은 터미널식이며 1면 2선 구조이다. 무인역이며, 역사는 JR 측 역사와 연결되어 있다. 역사 안의 매점에서 급행권, 프리 티켓 등을 팔고 있다.
| 1 · 2 | ■ 이스미 선 | 오타키 · 가즈사나카노 |

## 역세권 정보
- 국도 제128호선
- 오하라 해수욕장

## 역사
- 1899년 12월 13일 - 보소 철도의 역으로 개업했다. 당시엔 보소 철도의 시종착역이었다.
- 1907년 9월 1일 - 국유화에 따라 일본국유철도 소속이 되었다.
- 1930년 4월 1일 - 일본국유철도 기하라 선 (지금의 이스미 철도선)이 개업했다.
- 1987년 4월 1일 - 민영화에 따라 동일본 여객철도의 소속이 되었다.
- 1988년 3월 24일 - 동일본 여객철도 기하라 선이 제3섹터
- 2004년 10월 16일 - 지바 방면으로의 스이카의 사용이 개시되었다.

## 인접역
| 동일본 여객철도 소토보 선 | 동일본 여객철도 소토보 선 | 동일본 여객철도 소토보 선    |
| ------------------------- | ------------------------- | ---------------------------- |
| 미카도 지바 방면          | ■ 소토보 선               | 나미하나 아와카모가와 방면   |
| 이스미 철도 이스미 선     |                           |                              |
| 시·종착역                 | ■ 이스미 선               | 니시오하라 가즈사나카노 방면 |